# Lipóma
A lipóma zsírszövetből álló jóindulatú tumor, zsírdaganat.

## Jellemzői
A lipóma a leggyakoribb mesenchimális daganat az emberben. Jellemző rá a testfelszínen való megjelenés, jó elkülönülés a környező szövetektől és a lassú növekedés. Általában a bőr alatti zsírszövetben alakul ki, leggyakrabban a nyakon, a háton, a karokon, a hason vagy a combokon. Ritkábban jelentkezik az izmok zsírszövetében vagy belső szervekben. A kisebbek bőr alatti zsírpárnaként kerülnek felfedezésre, a nagyobbak kidudorodnak a bőr alól. Ha sok kötőszövetet tartalmaznak, keményebb a tapintásuk. A méretük milliméterestől az ökölméretig változhat. Lassan növekednek, végső méretüket évtizedek alatt érik el. Általában a 20-25. életév között jelennek meg az első lipómák, melyek lassan növekednek. Ha nagy számú lipóma jelenik meg, akkor lipomatózisról beszélünk.
A lipómák kialakulásának és növekedésének okai ma még nem ismertek. Szinte biztos, hogy öröklődő genetikai hiba a betegség oka. A férfiak és nők közötti eloszlás egyenlő. 
A lipóma jóindulatú daganat, szinte soha nem alakul ki belőle rosszindulatú tumor, orvosi megfigyelést nem igényelnek. Nagyon ritka esetben a daganat azonban rosszindulatú (ú.n. liposzarkóma) is lehet. Erre utaló jelek a gyors növekedés, nyomásra jelentkező fájdalom és a bőr alatt nem mozgatható struktúra, mert a liposzarkóma a környező szövetekkel egybenő. A liposzarkóma általában az 50. életév után jelentkezik.

## Kezelése
Amennyiben a lipóma semmilyen mechanikus panaszt nem okoz (nyomás inakra vagy idegekre), a kezelésre egyedül kozmetikai okokból lehet szükség, de nem orvosi szempontból. A kezelés csak operációval lehetséges, a tudomány mai állása szerint nem ismerünk olyan eljárást (pl. étkezési szokások megváltoztatása, fogyás, masszázs) vagy gyógyszereket (kenőcsöt), melyek a lipómák kialakulására vagy növekedésére hatással lennének.
A lipómát nem a bőrgyógyász, hanem a sebész kezeli. A felszíni tumort helyi érzéstelenítés után kivágják. A kivágott daganatot szövettani vizsgálatra küldik, hogy a rosszindulatú daganat kizárható legyen. A műtét jól látható heget hagy maga után, mely általában feltűnőbb, mint maga a lipóma volt. Újabban lehetséges a lipóma eltávolítása leszívással is, azonban ennél az eljárásnál daganatos zsírsejtek maradhatnak vissza, melyek tovább szaporodnak és újból lipóma alakulhat ki.